# Fritz Splitgerber

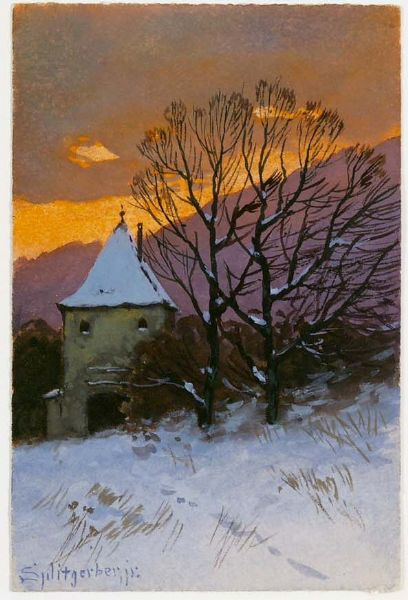
Winterlandschaft

Fritz Splitgerber (* 10. Februar 1876 in München; † 5. September 1914 ebenda) war ein deutscher Landschaftsmaler.
Fritz Splitgerber war der Sohn des Malers August Splitgerber (1844–1918). Er besuchte die Kunstgewerbeschule in München. Als Landschaftsmaler fertigte er vor allem Aquarelle. Die Landschaftsbilder des Vaters und des Sohnes erschienen in Form von Ansichtskarten.
Nachdem er bei einem Bergunfall schwere Erfrierungen erlitten hatte, starb er und wurde auf dem Münchner Nordfriedhof begraben.